# Iztok Prelog
Iztok Prelog ist ein früherer slowenischer Bogenbiathlet.
Iztok Prelog gehörte zu den Pionieren im Bogenbiathlon. Er nahm erstmals bei der Premiere der WM 1998 in Cogne, teil und gewann dort an der Seite der beiden früheren Olympiabogenschützen Matej Krumpestar und Peter Koprivnikar hinter den Mannschaften aus Italien und Frankreich als Schlussläufer Sloweniens die Staffel-Bronzemedaille.